# Michel Poldervaart
Michel Poldervaart (Rotterdam, 28 maart 1988) is een Nederlands voormalig betaald voetballer die als middenvelder speelde. 

## Carrière
Poldervaart speelde in de jeugd van Feyenoord en sc Heerenveen. Gedurende het seizoen 2009/10 werd hij verhuurd aan FC Emmen. Hij speelde dat seizoen 33 wesdtrijden, waarna Emmen hem overnam. In de twee seizoenen erna kwam hij nog 21 keer uit. In 2012 liep zijn contract af en beëindigde Poldervaart zijn carrière.

## Statistieken
| seizoen | club            | land      | competitie     | duels | goals |
| ------- | --------------- | --------- | -------------- | ----- | ----- |
| 2009/10 | FC Emmen (huur) | Nederland | Eerste divisie | 33    | 0     |
| 2010/11 | FC Emmen        | Nederland | Eerste divisie | 8     | 0     |
| 2011/12 | FC Emmen        | Nederland | Eerste divisie | 15    | 0     |